# آبرو (فیلم ۱۹۱۷)
آبرو (انگلیسی: Reputation (1917 film)) یک فیلم درام صامت به کارگردانی جان بی. اوبراین است که در سال ۱۹۱۷ منتشر شد.